# Black Hole High
Black Hole High è una serie televisiva fantascientifica canadese, creata da Anthony Browne e Graeme Campbell.
La serie è durata da ottobre 2002 a gennaio 2006. Un totale di 42 episodi.

## Trama
Anni prima, un incidente nei vicini laboratori di Pearadyne provocò un buco nero  che si apriva nell'ufficio dell'insegnante di scienze a Blake Holsey High. Quando il detto buco mangia l'insegnante di scienze, il professor Noel Zachary lo sostituisce e diventa mentore del circolo scientifico della scuola, che procede a indagare sugli strani avvenimenti nella loro scuola.
Il club, una banda di cinque uomini composta da quattro studenti scientificamente dotati e il figlio del proprietario di Pearadyne, Victor Pearson, sperimenta fenomeni misteriosi casuali che si presentano sotto le spoglie della scienza mentre cercano di scoprire i segreti dietro la stranezza.

## Personaggi
- Josie Trent (Emma Taylor-Isherwood, in Italia con la voce di Monica Vulcano)
- Corrine Baxter (Shadia Simmons, in Italia con la voce di Rachele Paolelli)
- Lucas Randall (Michael Seater, in Italia con la voce di Alessio Nissolino)
- Marshall Wheeler (Noah Reid, in Italia con la voce di Fabrizio de Flaviis)
- Vaughn Pearson (Robert Clark, in Italia con la voce di Davide Lepore)
- Professor Noel Zachary o Professor "Z"(Jeff Douglas, in Italia con la voce di Gaetano Varcasia)
- Preside Amanda Durst (Valerie Boyle, in Italia con la voce di Paola Giannetti)
- Victor Pearson (Lawrence Bayne, in Italia con la voce di Stefano Mondini)
- Guardiano (Tony Munch)

## Episodi
| Stagione         | Episodi | Prima TV originale | Prima TV Italia |
| ---------------- | ------- | ------------------ | --------------- |
| Prima stagione   | 13      | 2002-2003          | 2004            |
| Seconda stagione | 13      | 2003-2004          | 2005            |
| Terza stagione   | 13      | 2004-2005          | 2009            |
| Quarta stagione  | 3       | 2006               | 2009            |